# كريكيون أسود
كريكيون أسود (الاسم العلمي:Corycium nigrescens) هو نوع من النباتات يتبع جنس الكريكيون من الفصيلة السحلبية.